# 上水東莞學校

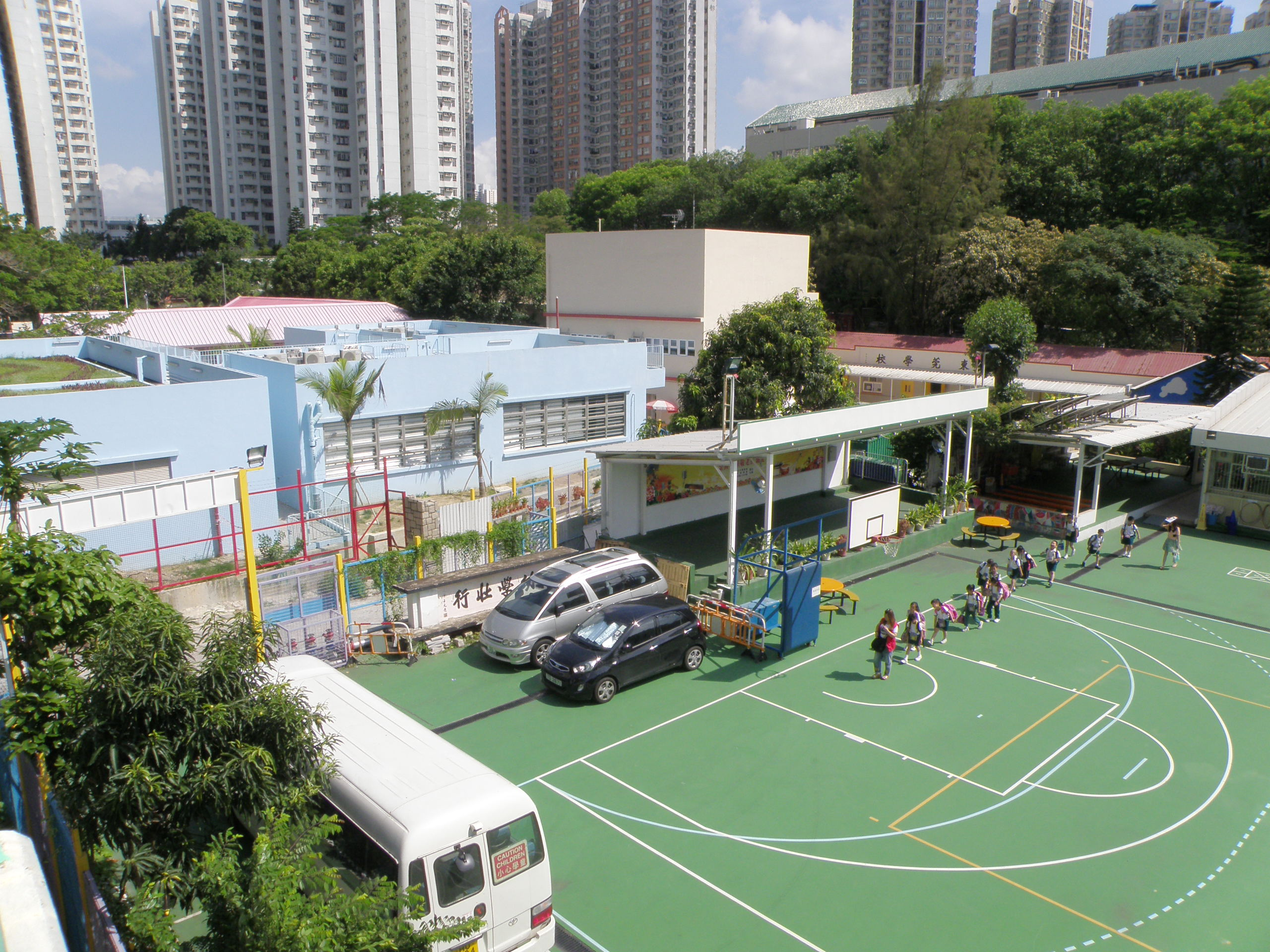
上水東莞學校東南面

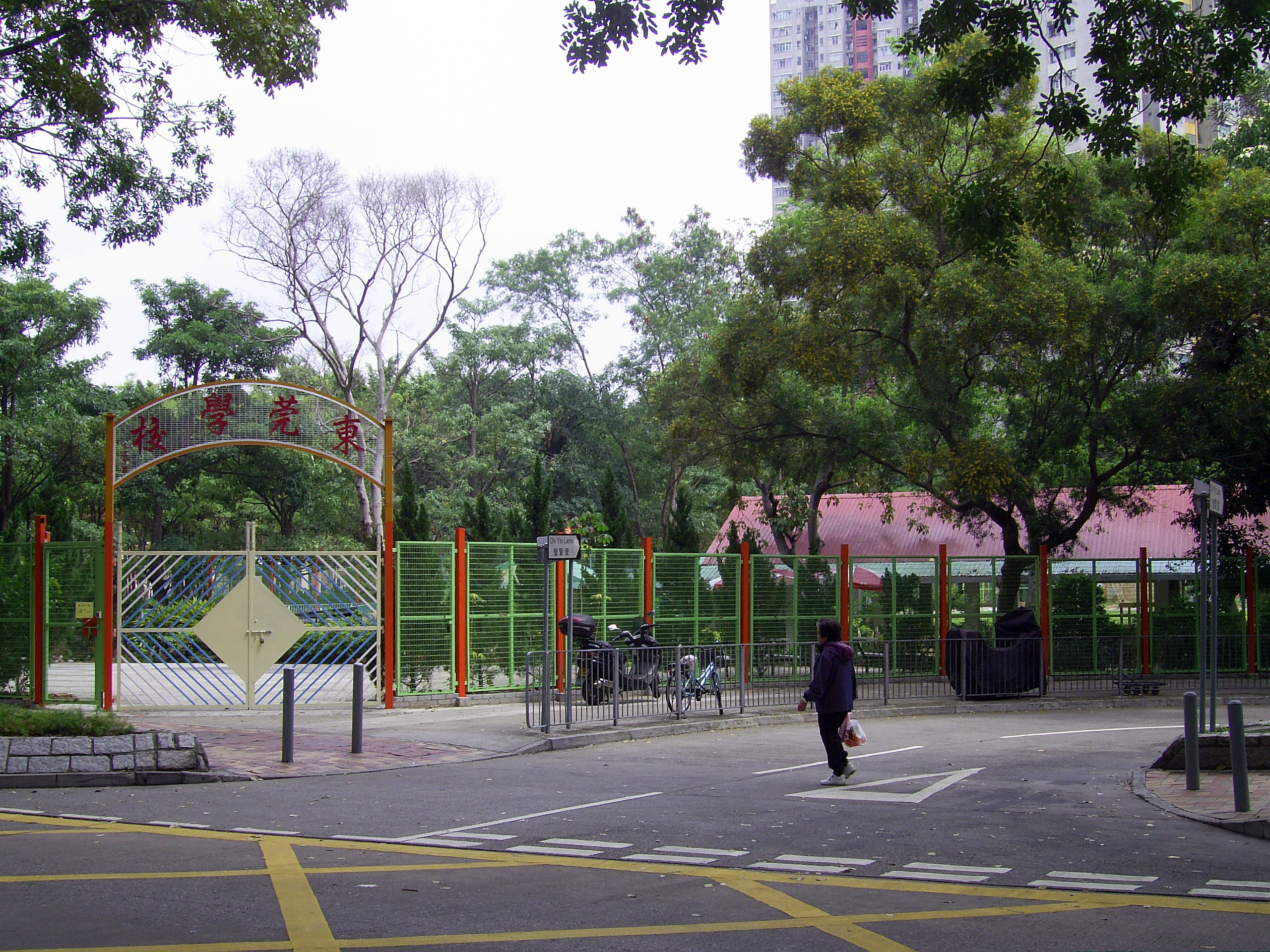
上水東莞學校正門

上水東莞學校（英語：Tung Koon School）位於香港上水石湖墟，創立於1959年，是由香港東莞同鄉總會興辦的小學之一。

## 校政管理
歷任校監
- 翟福祥 先生[1]
- 葉曜丞 先生

歷任校長
- 張資深 先生[1]
- 周啟良 先生
- 勞子奔 先生
- 吳美華 女士

歷任副校長
- 侯思敏 女士

## 簡介
學校的小一至小四班級採用目標為本教學模式，小一學生更配合活動教學；而小五及小六則轉回傳統的教學模式上課。
學校銳意把校園變成一所綠色學校。就此，他們在2001年於校園建立田園小學戶外學習基地，希望藉着讓學生參與田園活動而加強學生的環保意識。另外，亦成立了「生態觀察工作坊」，透過「原真教學環境」（authentic learning），讓學生親身體驗真實的自然環境，從自然界學習，冀能培養珍惜生命及愛護自然的情操。
在學習方面，學校利用舉辦「課堂創造劇」活動，讓學生可以在愉快的環境中學習，從而加深記憶。所謂「課堂創造劇」，是在課堂中讓學生透過參與創作戲劇的內容，從而提升學生的創意、說話及寫作能力，亦同時提升自信心。為使學生學生能夠勇於發揮想像力，老師都很鼓勵學生積極參與課堂活動。
另外，學校現時在在小一、小二推行高效識字法，讓學生認識中文字的結構，提升學生認字的能力，使學生可自我閱讀。但未知學校有否在高效識字法上應用現有的資訊科技工具協助教學的推行。

## 資訊科技建設
全校課室均有設置電腦和 LCD 投影機，並連接寬頻。學校亦因應學校學生而發展了一套校本電腦課程。教師亦積極自我提升，善用資訊科技進行教學。當中，校園小記者計劃是其中一項最為人所知的資訊科技教學項目。學校是校園小記者計劃的最早參與者，在2000年創辦了全港首份小學生網上校報。學生在製作校報的過程，除了在採訪時可鍛鍊其語文技巧之外，學生在為校報製作網頁時，亦同時學會製作網頁的技巧。其學生過去更曾參與由香港浸會大學製作的網上直播節目，可見其小記者計劃的成功之處。

## 著名/傑出校友
- 李慶煇（1961年小六）：前香港教育署高級助理署長、署任署長兼署任副署長[2]
- 趙錦輝（1964年小六）：前新界北總區（行政）高級警司[2]
- 陳紹鴻（1967年小六）：前上水惠州公立學校校長[3]

## 外部連結
- 學校網址 （页面存档备份，存于）
- . 2009–2010  [2021-02-11]. （原始内容存档于2013-04-30） （中文（繁體））.

1. 1 2  香港文化事業公司. . 香港文化事業公司. 1971: 48.
2. 1 2  上水東莞學校六十周年特刊編輯委員會.  (PDF). 六十周年特刊 (上水東莞學校). 2019: 92  [2024-03-24]. （原始内容存档 (PDF)于2024-03-24）.
3. ↑  上水東莞學校六十周年特刊編輯委員會.  (PDF). 六十周年特刊 (上水東莞學校). 2019: 95  [2024-03-24]. （原始内容存档 (PDF)于2024-03-24）.